# Pinaropappus
Pinaropappus es un género  de plantas herbáceas perteneciente a la familia Asteraceae. Es originaria de  Norteamérica. El género fue descrito por Christian Friedrich Lessing y publicado en Synopsis Generum Compositarum 143, en el año 1832.

## Descripción
Es una planta herbácea perenne, alcanza los 30-40 cm de altura; tiene raíces pivotantes leñosas profundas, o rizomatosas. Tallos  erectos o ascendentes, sencillos o ramificados . Las hojas basales y caulinares, pecioladas; hojas basales lineares a lanceoladas, margen entero, dentado o pinnado-lobuladas (caras glabras); foliáceas caulinares o reducidas a brácteas diminutas.  Floretes (10 -) 20-40 (-60); con corolas de color rosa, púrpura, lavanda o casi blanco. Cipselas de color marrón, cilíndricas o fusiformes, con pico cónico delgado, con costillas. 

## Especies
1. Pinaropappus caespitosus Brandegee	Univ. Calif. Publ. Bot. 4(19): 388	1913
2. Pinaropappus diguetii McVaugh	Contr. Univ. Michigan Herb. 9(4): 373, f. 4, p.p.	1972
3. Pinaropappus junceus A.Gray	Proc. Amer. Acad. Arts 22: 307	1887
4. Pinaropappus mojadanus B.L.Turner	Phytologia 80(2): 100-101, f. 1	1996
5. Pinaropappus multicaulis 	Brandegee	Univ. Calif. Publ. Bot. 4(15): 281	1912
6. Pinaropappus parvus S.F.Blake	Contr. U.S. Natl. Herb. 22(8): 655-656	1924
7. Pinaropappus pattersonii 	B.L. Turner	Phytologia 73(4): 261-262	1992
8. Pinaropappus pooleanus 	B.L. Turner	Phytologia 73(4): 262-263	1992
9. Pinaropappus powellii 	B.L. Turner	Phytologia 80(2): 101-103, f. 1	1996
10. Pinaropappus roseus 	(Less.) Less.	Syn. Gen. Compos. 143	1832
11. Pinaropappus scapiger Walp.	Linnaea 14: 508	1840
12. Pinaropappus spathulatus 	Brandegee	Zoë 5(11): 241	1906